# Davis Cup 2025 – 2. světová skupina
2. světová skupina Davis Cupu 2025 zahrnuje třináct mezistátních tenisových zápasů hraných mezi 12.–14. zářím 2025. V rámci mužské týmové soutěže – Davis Cupu 2025, nastoupí do druhé světové skupiny dvacet šest družstev rozdělených do třinácti dvojic. Dvoudenní vzájemná mezistátní utkání se konají ve formátu domácího a hostujícího týmu do tři vítězných bodů, se čtyřmi dvouhrami a čtyřhrou jako v pořadí třetím utkáním.
Třináct vítězů postoupí do baráže 1. světové skupiny 2026 a na všechny poražené čeká účast v baráži 2. světové skupiny 2026.

## Přehled
Účast ve 2. světové skupině si zajistilo dvacet šest týmů:
- 13 poražených týmů z baráže 1. světové skupiny hrané na přelomu ledna a února 2025
- 13 vítězných týmů z baráže 2. světové skupiny hrané na přelomu ledna a února 2025

| Nasazené týmy 1. Ukrajina (40. ITF) 2. Rumunsko (42.) 3. Litva (43.) 4. Egypt (44.) 5. Uzbekistán (45.) 6. Irsko (46.) 7. Monako (48.) 8. Nový Zéland (48.) 9. Uruguay (50.) 10. Maroko (51.) 11. Libanon (52.) 12. Mexiko (53.) 13. Pákistán (53.) | Nenasazené týmy - Barbados (55.) - Hongkong (55.) - Gruzie (57.) - Jižní Afrika (58.) - Salvador (59.) - Estonsko (60.) - Togo (61.) - Čína (62.) - Slovinsko (63.) - Paraguay (64.) - Kypr (65.) - Dominikánská republika (66.) - Benin (68.) |

Žebříček ITF k 3. únoru 2025.
| 2. světová skupina: 12.–13. a 13.–14. září 2025 | 2. světová skupina: 12.–13. a 13.–14. září 2025 | 2. světová skupina: 12.–13. a 13.–14. září 2025 | 2. světová skupina: 12.–13. a 13.–14. září 2025 | 2. světová skupina: 12.–13. a 13.–14. září 2025 | 2. světová skupina: 12.–13. a 13.–14. září 2025 | 2. světová skupina: 12.–13. a 13.–14. září 2025 |
| Domácí                                          | výsledek                                        | hosté                                           | místo konání                                    | areál / hala                                    | povrch                                          |                                                 |
| ----------------------------------------------- | ----------------------------------------------- | ----------------------------------------------- | ----------------------------------------------- | ----------------------------------------------- | ----------------------------------------------- | ----------------------------------------------- |
| Ukrajina [1]                                    | –                                               | Dominikánská republika                          |                                                 |                                                 |                                                 |                                                 |
| Salvador                                        | –                                               | Rumunsko [2]                                    |                                                 |                                                 |                                                 |                                                 |
| Litva [3]                                       | –                                               | Benin                                           |                                                 |                                                 |                                                 |                                                 |
| Togo                                            | –                                               | Egypt [4]                                       |                                                 |                                                 |                                                 |                                                 |
| Hongkong                                        | –                                               | Uzbekistán [5]                                  |                                                 |                                                 |                                                 |                                                 |
| Irsko [6]                                       | –                                               | Čína                                            |                                                 |                                                 |                                                 |                                                 |
| Kypr                                            | –                                               | Monako [7]                                      |                                                 |                                                 |                                                 |                                                 |
| Nový Zéland [8]                                 | –                                               | Gruzie                                          |                                                 |                                                 |                                                 |                                                 |
| Slovinsko                                       | –                                               | Uruguay [9]                                     |                                                 |                                                 |                                                 |                                                 |
| Jižní Afrika                                    | –                                               | Maroko [10]                                     |                                                 |                                                 |                                                 |                                                 |
| Libanon [11]                                    | –                                               | Barbados                                        |                                                 |                                                 |                                                 |                                                 |
| Paraguay                                        | –                                               | Pákistán [12]                                   |                                                 |                                                 |                                                 |                                                 |
| Estonsko                                        | –                                               | Mexiko [13]                                     |                                                 |                                                 |                                                 |                                                 |

## Zápasy 2. světové skupiny

### Ukrajina vs. Dominikánská republika
| | Ukrajina |  |    | Dominikánská republika |    |  |
| --- | -------- |  | -- | ---------------------- | -- |  |
| bude oznámeno 12.–14. září 2025 |          |  |    |                        |    |  |
| \| \| \| \| 1. \| 2. \| 3. \| \| \| -- \| \| \| -- \| -- \| -- \| \| \| 1. \| \| \| \| \| \| \| \| 2. \| \| \| \| \| \| \| \| 3. \| \| \| \| \| \| \| \| 4. \| \| \| \| \| \| \| \| 5. \| \| \| \| \| \| \| \| \| \| \| \| \| \| \| \| \| \| \| \| \| \| \| \| \| \| \| \| \| \| \| \| \| \| \| \| \| \| \| \| \| \| \| \| \| \| \| |          |  |    |                        |    |  |
| |          |  | 1. | 2.                     | 3. |  |
| 1. |          |  |    |                        |    |  |
| 2. |          |  |    |                        |    |  |
| 3. |          |  |    |                        |    |  |
| 4. |          |  |    |                        |    |  |
| 5. |          |  |    |                        |    |  |
| |          |  |    |                        |    |  |
| |          |  |    |                        |    |  |
| |          |  |    |                        |    |  |
| |          |  |    |                        |    |  |
| |          |  |    |                        |    |  |

### Salvador vs. Rumunsko
| | Salvador |  |    | Rumunsko |    |  |
| --- | -------- |  | -- | -------- | -- |  |
| Salvador 12.–14. září 2025 |          |  |    |          |    |  |
| \| \| \| \| 1. \| 2. \| 3. \| \| \| -- \| \| \| -- \| -- \| -- \| \| \| 1. \| \| \| \| \| \| \| \| 2. \| \| \| \| \| \| \| \| 3. \| \| \| \| \| \| \| \| 4. \| \| \| \| \| \| \| \| 5. \| \| \| \| \| \| \| \| \| \| \| \| \| \| \| \| \| \| \| \| \| \| \| \| \| \| \| \| \| \| \| \| \| \| \| \| \| \| \| \| \| \| \| \| \| \| \| |          |  |    |          |    |  |
| |          |  | 1. | 2.       | 3. |  |
| 1. |          |  |    |          |    |  |
| 2. |          |  |    |          |    |  |
| 3. |          |  |    |          |    |  |
| 4. |          |  |    |          |    |  |
| 5. |          |  |    |          |    |  |
| |          |  |    |          |    |  |
| |          |  |    |          |    |  |
| |          |  |    |          |    |  |
| |          |  |    |          |    |  |
| |          |  |    |          |    |  |

### Litva vs. Benin
| | Litva |  |    | Benin |    |  |
| --- | ----- |  | -- | ----- | -- |  |
| Litva 12.–14. září 2025 |       |  |    |       |    |  |
| \| \| \| \| 1. \| 2. \| 3. \| \| \| -- \| \| \| -- \| -- \| -- \| \| \| 1. \| \| \| \| \| \| \| \| 2. \| \| \| \| \| \| \| \| 3. \| \| \| \| \| \| \| \| 4. \| \| \| \| \| \| \| \| 5. \| \| \| \| \| \| \| \| \| \| \| \| \| \| \| \| \| \| \| \| \| \| \| \| \| \| \| \| \| \| \| \| \| \| \| \| \| \| \| \| \| \| \| \| \| \| \| |       |  |    |       |    |  |
| |       |  | 1. | 2.    | 3. |  |
| 1. |       |  |    |       |    |  |
| 2. |       |  |    |       |    |  |
| 3. |       |  |    |       |    |  |
| 4. |       |  |    |       |    |  |
| 5. |       |  |    |       |    |  |
| |       |  |    |       |    |  |
| |       |  |    |       |    |  |
| |       |  |    |       |    |  |
| |       |  |    |       |    |  |
| |       |  |    |       |    |  |

### Togo vs. Egypt
| | Togo |  |    | Egypt |    |  |
| --- | ---- |  | -- | ----- | -- |  |
| Togo 12.–14. září 2025 |      |  |    |       |    |  |
| \| \| \| \| 1. \| 2. \| 3. \| \| \| -- \| \| \| -- \| -- \| -- \| \| \| 1. \| \| \| \| \| \| \| \| 2. \| \| \| \| \| \| \| \| 3. \| \| \| \| \| \| \| \| 4. \| \| \| \| \| \| \| \| 5. \| \| \| \| \| \| \| \| \| \| \| \| \| \| \| \| \| \| \| \| \| \| \| \| \| \| \| \| \| \| \| \| \| \| \| \| \| \| \| \| \| \| \| \| \| \| \| |      |  |    |       |    |  |
| |      |  | 1. | 2.    | 3. |  |
| 1. |      |  |    |       |    |  |
| 2. |      |  |    |       |    |  |
| 3. |      |  |    |       |    |  |
| 4. |      |  |    |       |    |  |
| 5. |      |  |    |       |    |  |
| |      |  |    |       |    |  |
| |      |  |    |       |    |  |
| |      |  |    |       |    |  |
| |      |  |    |       |    |  |
| |      |  |    |       |    |  |

### Hongkong vs. Uzbekistán
| | Hongkong |  |    | Uzbekistán |    |  |
| --- | -------- |  | -- | ---------- | -- |  |
| Hongkong 12.–14. září 2025 |          |  |    |            |    |  |
| \| \| \| \| 1. \| 2. \| 3. \| \| \| -- \| \| \| -- \| -- \| -- \| \| \| 1. \| \| \| \| \| \| \| \| 2. \| \| \| \| \| \| \| \| 3. \| \| \| \| \| \| \| \| 4. \| \| \| \| \| \| \| \| 5. \| \| \| \| \| \| \| \| \| \| \| \| \| \| \| \| \| \| \| \| \| \| \| \| \| \| \| \| \| \| \| \| \| \| \| \| \| \| \| \| \| \| \| \| \| \| \| |          |  |    |            |    |  |
| |          |  | 1. | 2.         | 3. |  |
| 1. |          |  |    |            |    |  |
| 2. |          |  |    |            |    |  |
| 3. |          |  |    |            |    |  |
| 4. |          |  |    |            |    |  |
| 5. |          |  |    |            |    |  |
| |          |  |    |            |    |  |
| |          |  |    |            |    |  |
| |          |  |    |            |    |  |
| |          |  |    |            |    |  |
| |          |  |    |            |    |  |

### Irsko vs. Čína
| | Irsko |  |    | Čína |    |  |
| --- | ----- |  | -- | ---- | -- |  |
| Irsko 12.–14. září 2025 |       |  |    |      |    |  |
| \| \| \| \| 1. \| 2. \| 3. \| \| \| -- \| \| \| -- \| -- \| -- \| \| \| 1. \| \| \| \| \| \| \| \| 2. \| \| \| \| \| \| \| \| 3. \| \| \| \| \| \| \| \| 4. \| \| \| \| \| \| \| \| 5. \| \| \| \| \| \| \| \| \| \| \| \| \| \| \| \| \| \| \| \| \| \| \| \| \| \| \| \| \| \| \| \| \| \| \| \| \| \| \| \| \| \| \| \| \| \| \| |       |  |    |      |    |  |
| |       |  | 1. | 2.   | 3. |  |
| 1. |       |  |    |      |    |  |
| 2. |       |  |    |      |    |  |
| 3. |       |  |    |      |    |  |
| 4. |       |  |    |      |    |  |
| 5. |       |  |    |      |    |  |
| |       |  |    |      |    |  |
| |       |  |    |      |    |  |
| |       |  |    |      |    |  |
| |       |  |    |      |    |  |
| |       |  |    |      |    |  |

### Kypr vs. Monako
| | Kypr |  |    | Monako |    |  |
| --- | ---- |  | -- | ------ | -- |  |
| Kypr 12.–14. září 2025 |      |  |    |        |    |  |
| \| \| \| \| 1. \| 2. \| 3. \| \| \| -- \| \| \| -- \| -- \| -- \| \| \| 1. \| \| \| \| \| \| \| \| 2. \| \| \| \| \| \| \| \| 3. \| \| \| \| \| \| \| \| 4. \| \| \| \| \| \| \| \| 5. \| \| \| \| \| \| \| \| \| \| \| \| \| \| \| \| \| \| \| \| \| \| \| \| \| \| \| \| \| \| \| \| \| \| \| \| \| \| \| \| \| \| \| \| \| \| \| |      |  |    |        |    |  |
| |      |  | 1. | 2.     | 3. |  |
| 1. |      |  |    |        |    |  |
| 2. |      |  |    |        |    |  |
| 3. |      |  |    |        |    |  |
| 4. |      |  |    |        |    |  |
| 5. |      |  |    |        |    |  |
| |      |  |    |        |    |  |
| |      |  |    |        |    |  |
| |      |  |    |        |    |  |
| |      |  |    |        |    |  |
| |      |  |    |        |    |  |

### Nový Zéland vs. Gruzie
| | Nový Zéland |  |    | Gruzie |    |  |
| --- | ----------- |  | -- | ------ | -- |  |
| Nový Zéland 12.–14. září 2025 |             |  |    |        |    |  |
| \| \| \| \| 1. \| 2. \| 3. \| \| \| -- \| \| \| -- \| -- \| -- \| \| \| 1. \| \| \| \| \| \| \| \| 2. \| \| \| \| \| \| \| \| 3. \| \| \| \| \| \| \| \| 4. \| \| \| \| \| \| \| \| 5. \| \| \| \| \| \| \| \| \| \| \| \| \| \| \| \| \| \| \| \| \| \| \| \| \| \| \| \| \| \| \| \| \| \| \| \| \| \| \| \| \| \| \| \| \| \| \| |             |  |    |        |    |  |
| |             |  | 1. | 2.     | 3. |  |
| 1. |             |  |    |        |    |  |
| 2. |             |  |    |        |    |  |
| 3. |             |  |    |        |    |  |
| 4. |             |  |    |        |    |  |
| 5. |             |  |    |        |    |  |
| |             |  |    |        |    |  |
| |             |  |    |        |    |  |
| |             |  |    |        |    |  |
| |             |  |    |        |    |  |
| |             |  |    |        |    |  |

### Slovinsko vs. Uruguay
| | Slovinsko |  |    | Uruguay |    |  |
| --- | --------- |  | -- | ------- | -- |  |
| Slovinsko 12.–14. září 2025 |           |  |    |         |    |  |
| \| \| \| \| 1. \| 2. \| 3. \| \| \| -- \| \| \| -- \| -- \| -- \| \| \| 1. \| \| \| \| \| \| \| \| 2. \| \| \| \| \| \| \| \| 3. \| \| \| \| \| \| \| \| 4. \| \| \| \| \| \| \| \| 5. \| \| \| \| \| \| \| \| \| \| \| \| \| \| \| \| \| \| \| \| \| \| \| \| \| \| \| \| \| \| \| \| \| \| \| \| \| \| \| \| \| \| \| \| \| \| \| |           |  |    |         |    |  |
| |           |  | 1. | 2.      | 3. |  |
| 1. |           |  |    |         |    |  |
| 2. |           |  |    |         |    |  |
| 3. |           |  |    |         |    |  |
| 4. |           |  |    |         |    |  |
| 5. |           |  |    |         |    |  |
| |           |  |    |         |    |  |
| |           |  |    |         |    |  |
| |           |  |    |         |    |  |
| |           |  |    |         |    |  |
| |           |  |    |         |    |  |

### Jihoafrická republika vs. Maroko
| | Jihoafrická republika |  |    | Maroko |    |  |
| --- | --------------------- |  | -- | ------ | -- |  |
| Jihoafrická republika 12.–14. září 2025 |                       |  |    |        |    |  |
| \| \| \| \| 1. \| 2. \| 3. \| \| \| -- \| \| \| -- \| -- \| -- \| \| \| 1. \| \| \| \| \| \| \| \| 2. \| \| \| \| \| \| \| \| 3. \| \| \| \| \| \| \| \| 4. \| \| \| \| \| \| \| \| 5. \| \| \| \| \| \| \| \| \| \| \| \| \| \| \| \| \| \| \| \| \| \| \| \| \| \| \| \| \| \| \| \| \| \| \| \| \| \| \| \| \| \| \| \| \| \| \| |                       |  |    |        |    |  |
| |                       |  | 1. | 2.     | 3. |  |
| 1. |                       |  |    |        |    |  |
| 2. |                       |  |    |        |    |  |
| 3. |                       |  |    |        |    |  |
| 4. |                       |  |    |        |    |  |
| 5. |                       |  |    |        |    |  |
| |                       |  |    |        |    |  |
| |                       |  |    |        |    |  |
| |                       |  |    |        |    |  |
| |                       |  |    |        |    |  |
| |                       |  |    |        |    |  |

### Libanon vs. Barbados
| | Libanon |  |    | Barbados |    |  |
| --- | ------- |  | -- | -------- | -- |  |
| bude oznámeno 12.–14. září 2025 |         |  |    |          |    |  |
| \| \| \| \| 1. \| 2. \| 3. \| \| \| -- \| \| \| -- \| -- \| -- \| \| \| 1. \| \| \| \| \| \| \| \| 2. \| \| \| \| \| \| \| \| 3. \| \| \| \| \| \| \| \| 4. \| \| \| \| \| \| \| \| 5. \| \| \| \| \| \| \| \| \| \| \| \| \| \| \| \| \| \| \| \| \| \| \| \| \| \| \| \| \| \| \| \| \| \| \| \| \| \| \| \| \| \| \| \| \| \| \| |         |  |    |          |    |  |
| |         |  | 1. | 2.       | 3. |  |
| 1. |         |  |    |          |    |  |
| 2. |         |  |    |          |    |  |
| 3. |         |  |    |          |    |  |
| 4. |         |  |    |          |    |  |
| 5. |         |  |    |          |    |  |
| |         |  |    |          |    |  |
| |         |  |    |          |    |  |
| |         |  |    |          |    |  |
| |         |  |    |          |    |  |
| |         |  |    |          |    |  |

### Paraguay vs. Pákistán
| | Paraguay |  |    | Pákistán |    |  |
| --- | -------- |  | -- | -------- | -- |  |
| Paraguay 12.–14. září 2025 |          |  |    |          |    |  |
| \| \| \| \| 1. \| 2. \| 3. \| \| \| -- \| \| \| -- \| -- \| -- \| \| \| 1. \| \| \| \| \| \| \| \| 2. \| \| \| \| \| \| \| \| 3. \| \| \| \| \| \| \| \| 4. \| \| \| \| \| \| \| \| 5. \| \| \| \| \| \| \| \| \| \| \| \| \| \| \| \| \| \| \| \| \| \| \| \| \| \| \| \| \| \| \| \| \| \| \| \| \| \| \| \| \| \| \| \| \| \| \| |          |  |    |          |    |  |
| |          |  | 1. | 2.       | 3. |  |
| 1. |          |  |    |          |    |  |
| 2. |          |  |    |          |    |  |
| 3. |          |  |    |          |    |  |
| 4. |          |  |    |          |    |  |
| 5. |          |  |    |          |    |  |
| |          |  |    |          |    |  |
| |          |  |    |          |    |  |
| |          |  |    |          |    |  |
| |          |  |    |          |    |  |
| |          |  |    |          |    |  |

### Estonsko vs. Mexiko
| | Estonsko |  |    | Mexiko |    |  |
| --- | -------- |  | -- | ------ | -- |  |
| Estonsko 12.–14. září 2025 |          |  |    |        |    |  |
| \| \| \| \| 1. \| 2. \| 3. \| \| \| -- \| \| \| -- \| -- \| -- \| \| \| 1. \| \| \| \| \| \| \| \| 2. \| \| \| \| \| \| \| \| 3. \| \| \| \| \| \| \| \| 4. \| \| \| \| \| \| \| \| 5. \| \| \| \| \| \| \| \| \| \| \| \| \| \| \| \| \| \| \| \| \| \| \| \| \| \| \| \| \| \| \| \| \| \| \| \| \| \| \| \| \| \| \| \| \| \| \| |          |  |    |        |    |  |
| |          |  | 1. | 2.     | 3. |  |
| 1. |          |  |    |        |    |  |
| 2. |          |  |    |        |    |  |
| 3. |          |  |    |        |    |  |
| 4. |          |  |    |        |    |  |
| 5. |          |  |    |        |    |  |
| |          |  |    |        |    |  |
| |          |  |    |        |    |  |
| |          |  |    |        |    |  |
| |          |  |    |        |    |  |
| |          |  |    |        |    |  |